# Antef (tábornok)
Antef (Intef) ókori egyiptomi tábornok volt a XI. dinasztia idején, II. Montuhotep uralkodása alatt. Legfontosabb címe „a seregek elöljárója” volt (ezt fordítják gyakran tábornokként), egyéb címei: „királyi pecséthordozó”, „[a király] egyetlen barátja”.
Antef főleg thébai sírjából ismert. A TT386 jelű szaffsír a dinasztia kevés jó állapotban fennmaradt sírja közé tartozik; teljes egészében díszített. Homlokzatát festett oszlopok díszítik, mögötte a folyosót domborműves kőtáblák. A folyosón túl kápolna van, melyet egykor festett kőtáblák díszítettek. A bejárati oszlopok és a mögöttük lévő fal festményei jó állapotban megmaradtak; egy palesztinai erőd ostromát ábrázolják, valamint vadászatot a mocsárban, mezőgazdasági jeleneteket és műhelyeket. A folyosót és a kultuszkápolnát díszítő kőtáblák csak töredékesen maradtak fenn. A sírban szerepel II. Montuhotep neve, ami megerősíti, hogy Antef az ő uralkodása alatt élt. A kápolna bejáratánál található a földalatti sírkamra bejárata, ahol Antef felirat nélküli szarkofágja áll. A sírban megtalálták Antef töredékes szobrát is. A koppenhágai Ny Carlsberg Glyptotekben látható a tábornok egy sztéléje.

## Fordítás
- Ez a szócikk részben vagy egészben  az   Intef (general) című angol Wikipédia-szócikk ezen változatának fordításán alapul.  Az eredeti cikk szerkesztőit annak laptörténete sorolja fel. Ez a jelzés csupán a megfogalmazás eredetét és a szerzői jogokat jelzi, nem szolgál a cikkben szereplő információk forrásmegjelöléseként.